# Nordvågen
Nordvågen est un village du comté de Finnmark, dans le nord de la Norvège.

## Géographie
Nordvågen est un village situé sur la côté sud de Magerøya, à 2 km à l'est d'Honningsvåg.
Nordvågen compte environ 450 habitants.